# Jan Ebbenhorst
Johannes (Jan) Ebbenhorst (Soest, 5 augustus 1812 - aldaar, 11 januari 1883) was een Nederlands huisschilder, rijtuigschilder en fotograaf.  
In 1842 huwde hij Christina Kok, met wie hij een zoon en een dochter kreeg. Met zoon Cornelis Hendrikus (1843-1919) had hij het fotoatelier J. Ebbenhorst & Zoon. 